# 姚砦站
姚砦站是郑州地铁5号线和6号线的地铁换乘站，位于中华人民共和国河南省郑州市金水区中州大道与黄河路立交桥南侧，于2019年5月20日正式启用。

## 车站结构
姚砦站5号线车站主体位于中州大道与黄河路立交桥地下，呈东西向布置，6号线车站主体位于5号线车站南侧的未来路地下，呈南北向布置，与5号线车站呈“T”形交叉。

### 车站楼层
姚砦站5号线车站主体为地下二层车站，B1層為站廳層，B2層為5号线站台層。6号线车站主体为地下三层车站，B1层为站厅层，B3层为6号线站台层。

#### 5号线车站楼层
| 1F  | 地面           | A-D出入口                            | A-D出入口                            | A-D出入口                            |
| B1F | 东站厅         | 客服中心、自动售票机、行李检查、闸机 | 客服中心、自动售票机、行李检查、闸机 | 客服中心、自动售票机、行李检查、闸机 |
| B1F | 西站厅         | 客服中心、自动售票机、行李检查、闸机 | 客服中心、自动售票机、行李检查、闸机 | 客服中心、自动售票机、行李检查、闸机 |
| B1F | 换乘通道       | 连接 █ 6号线站厅                     | 连接 █ 6号线站厅                     | 连接 █ 6号线站厅                     |
| B2F | █ 5号线        | 外环方向（省人民医院）               | 外环方向（省人民医院）               | 外环方向（省人民医院）               |
| B2F | 分离式岛式站台 | 至站厅                               | 至站厅                               | 卫生间                               |
| B2F | █ 5号线        | 内环方向（众意西路）                 | 内环方向（众意西路）                 | 内环方向（众意西路）                 |

#### 6号线车站楼层
| 1F  | 地面     | E-I出入口                                                        | E-I出入口                                                        | E-I出入口                                                        |
| B1F | 站厅     | 客服中心、自动售票机、行李检查、闸机、车站控制室、卫生间、母婴室 | 客服中心、自动售票机、行李检查、闸机、车站控制室、卫生间、母婴室 | 客服中心、自动售票机、行李检查、闸机、车站控制室、卫生间、母婴室 |
| B1F | 换乘通道 | 分别连接 █ 5号线东、西站厅                                       | 分别连接 █ 5号线东、西站厅                                       | 分别连接 █ 5号线东、西站厅                                       |
| B2F | 设备层   | 车站设备                                                         | 车站设备                                                         | 车站设备                                                         |
| B3F | █ 6号线  | 往清华附中方向（金汇桥）                                         | 往清华附中方向（金汇桥）                                         | 往清华附中方向（金汇桥）                                         |
| B3F | 岛式站台 |                                                                  | 至站厅                                                           | 卫生间                                                           |
| B3F | █ 6号线  | 往贾峪方向（燕庄）                                               | 往贾峪方向（燕庄）                                               | 往贾峪方向（燕庄）                                               |

### 站厅
姚砦站共设有3座站厅，均位于B1层，各设有客服中心、自动售票机等设施。其中5号线车站因立交桥桥桩影响，采用分离式站厅结构，设有东西2座站厅。6号线车站设1座站厅，位于5号线车站以南。3座站厅均由闸机和栏杆分隔为付费区和非付费区。5号线车站的2座站厅之间并不直接连通，但各自设有换乘通道与6号线站厅相连。其中西侧通道同时连接5号线西站厅与6号线站厅的付费区和非付费区，而东侧通道仅连接5号线东站厅和6号线站厅的付费区。5号线西站厅和6号线站厅的付费区内均设有自动扶梯、步梯和无障碍电梯，连接对应的站台，而5号线东站厅的付费区内仅设有自动扶梯和步梯连接5号线站台。在6号线站厅近H口通道处设有卫生间和母婴室。

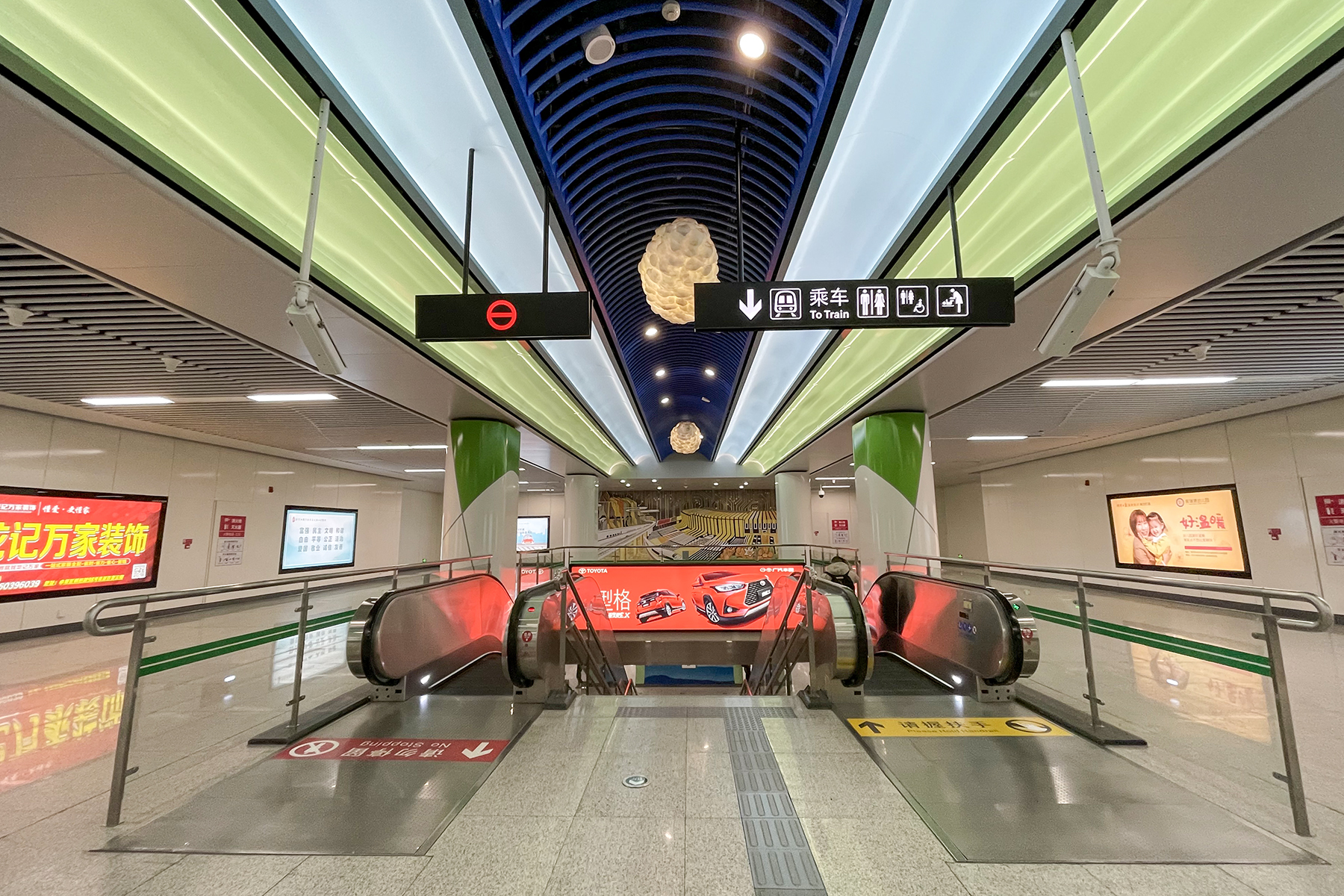
5号线东站厅
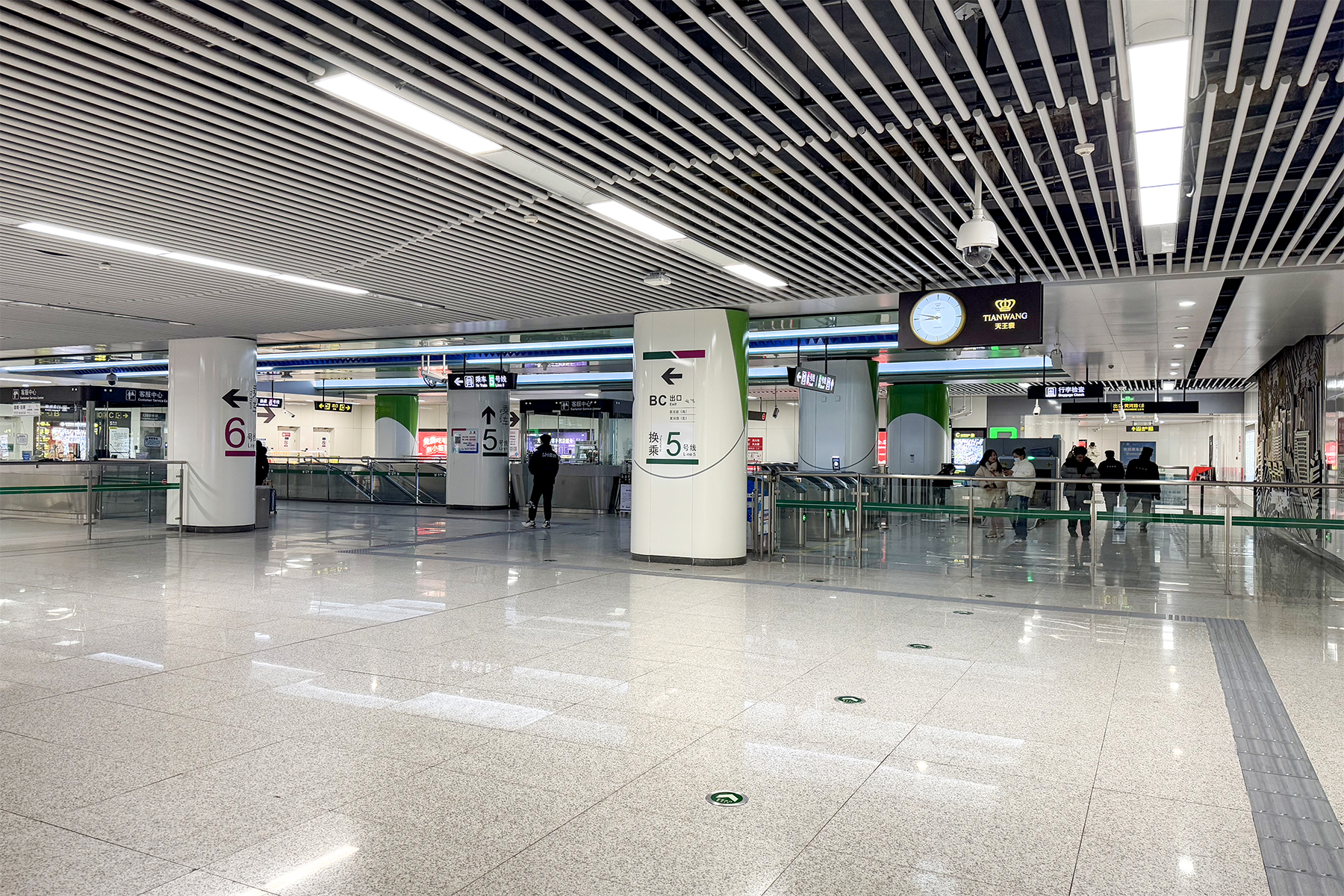
5号线西站厅
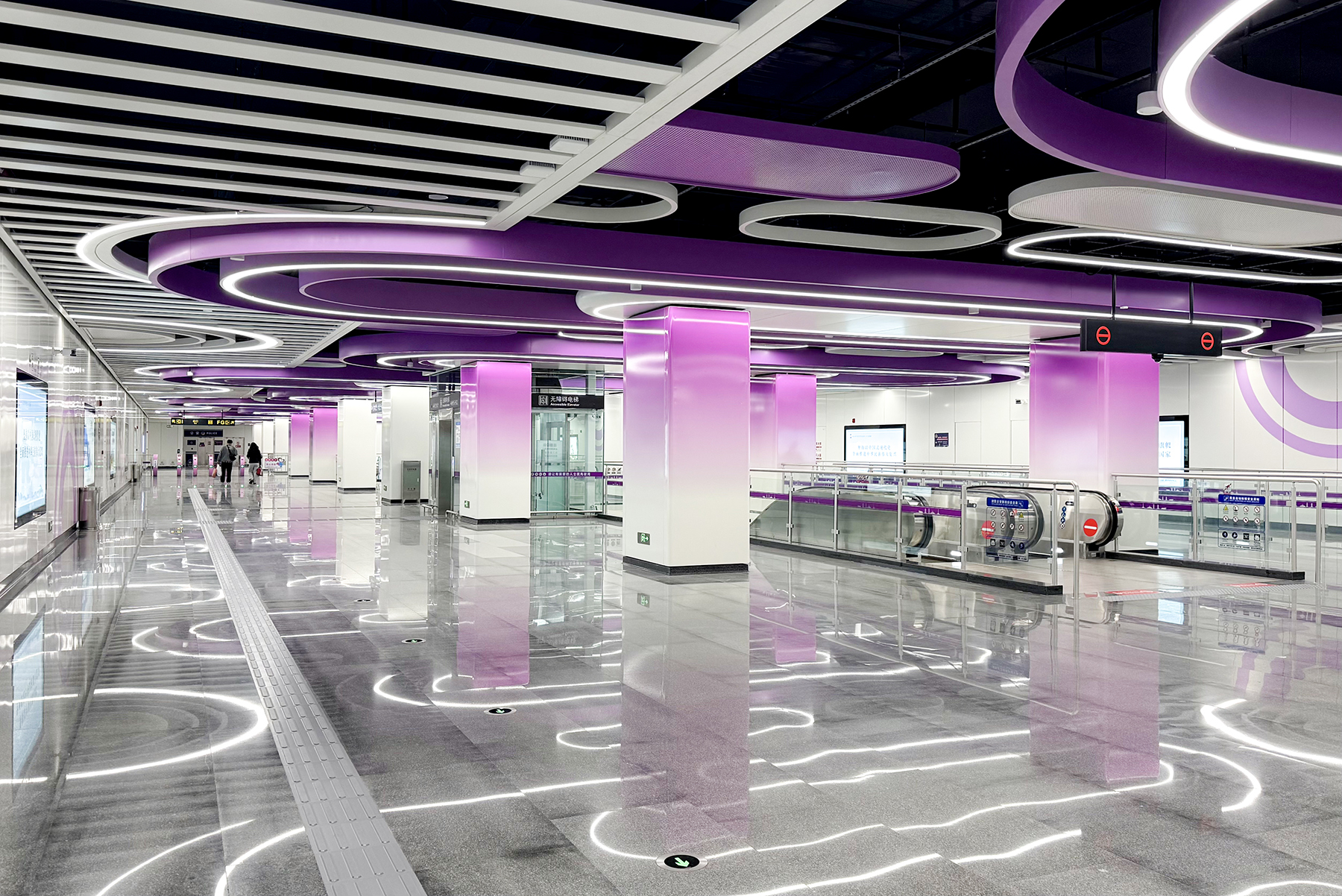
6号线站厅

### 站台
姚砦站的5号线车站和6号线车站各设有1座岛式站台，分别位于B2层和B3层，均安装有高站台门。两座站台之间并不直接连通，乘客需经由站厅和换乘通道进行换乘。

#### 5号线站台
姚砦站5号线车站设1座分离式岛式站台，呈东西向。站台东半部设2条自动扶梯和1条步梯连接5号线东站厅，站台西半部设1台无障碍电梯、2条自动扶梯和1条步梯连接5号线西站厅。5号线站台的北侧站台面由外环方向列车的使用，南侧站台面由内环方向的列车使用，站台东端设卫生间和母婴室。

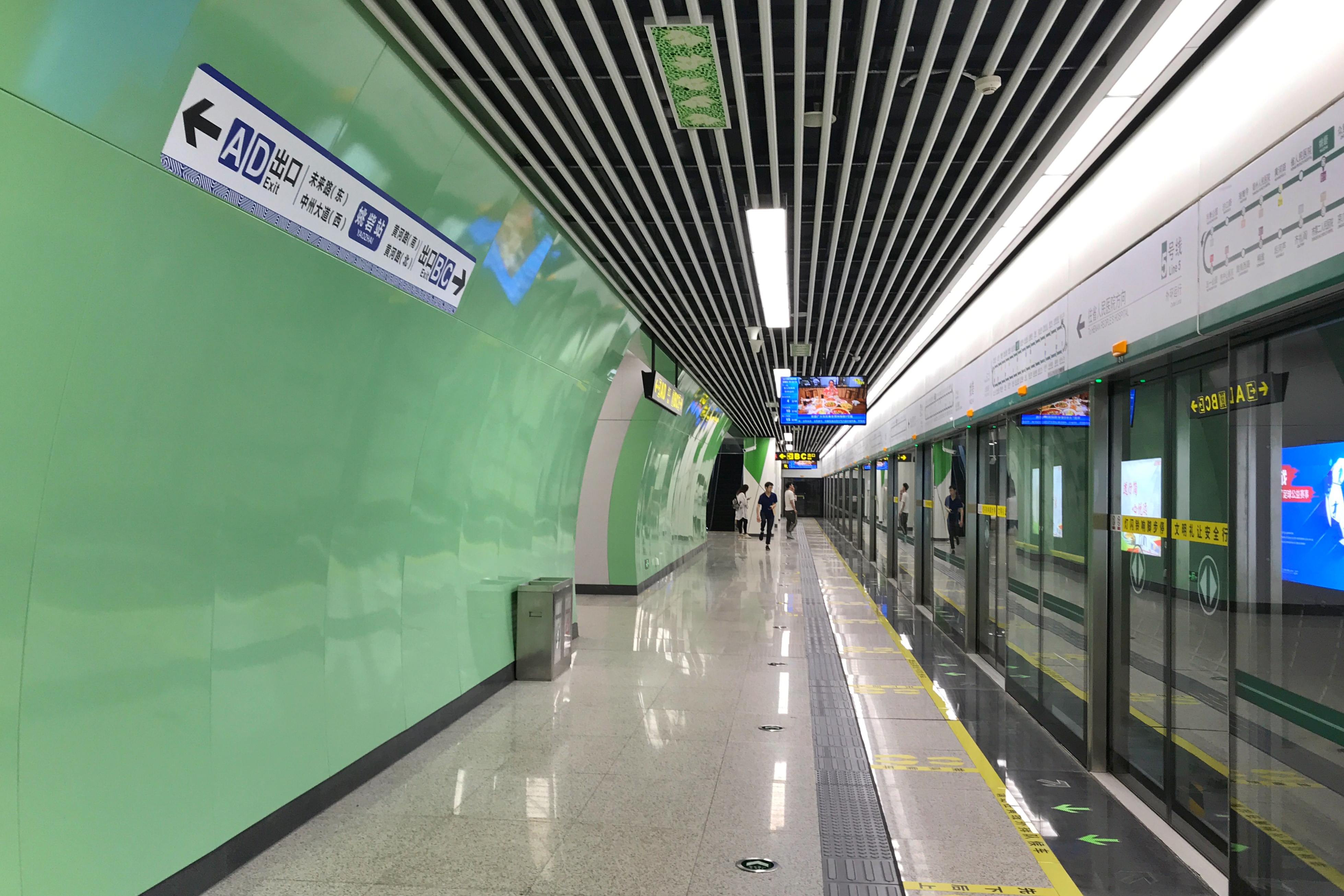
5号线站台
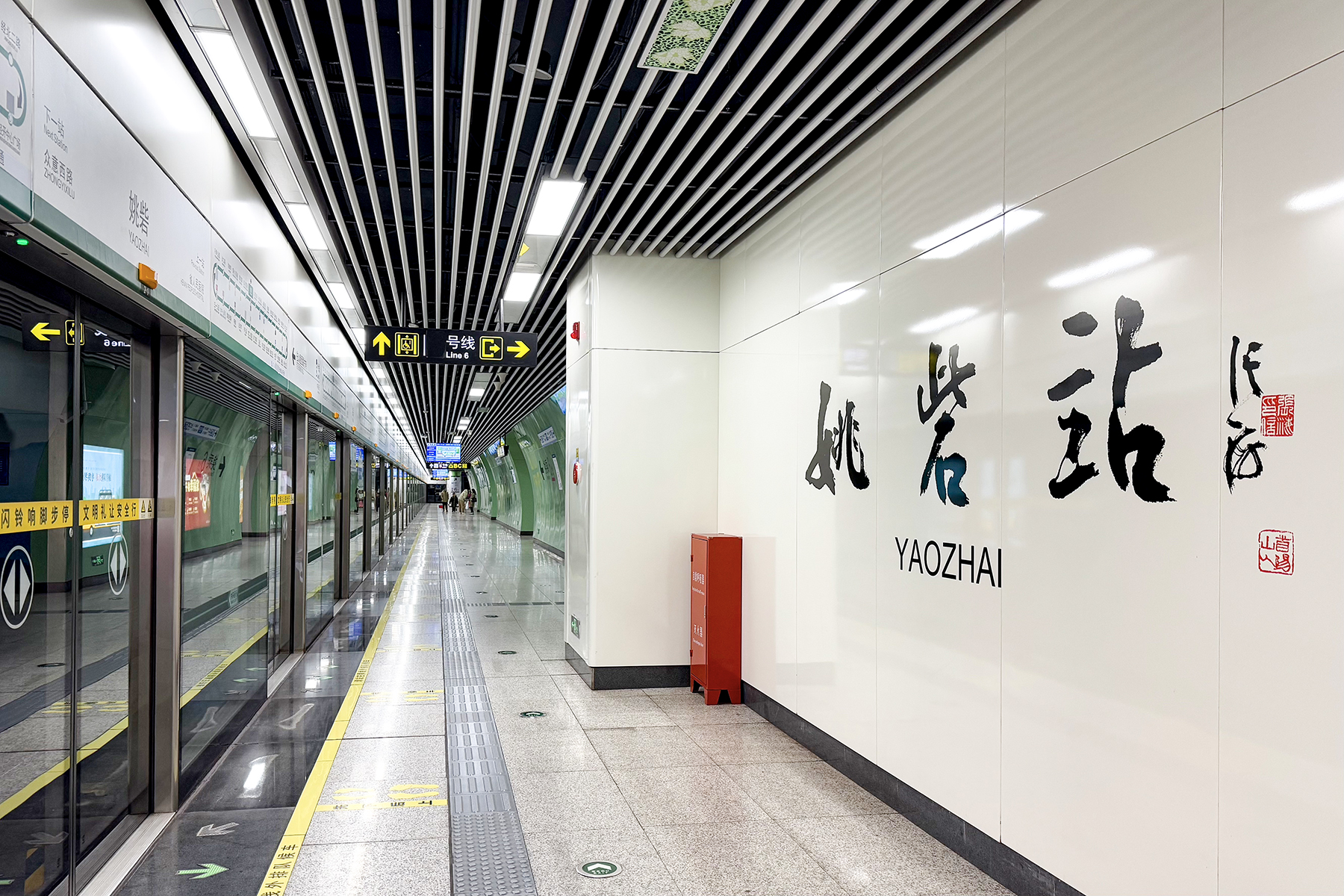
5号线站台上的站名大字壁，由张海题写

#### 6号线站台
姚砦站6号线车站设1座岛式站台，呈南北向，站台上设1台无障碍电梯、4条自动扶梯和1条步梯连接6号线站厅。6号线站台的西侧站台面由贾峪方向列车的使用，东侧站台面由清华附中方向的列车使用，站台南端设卫生间和母婴室。

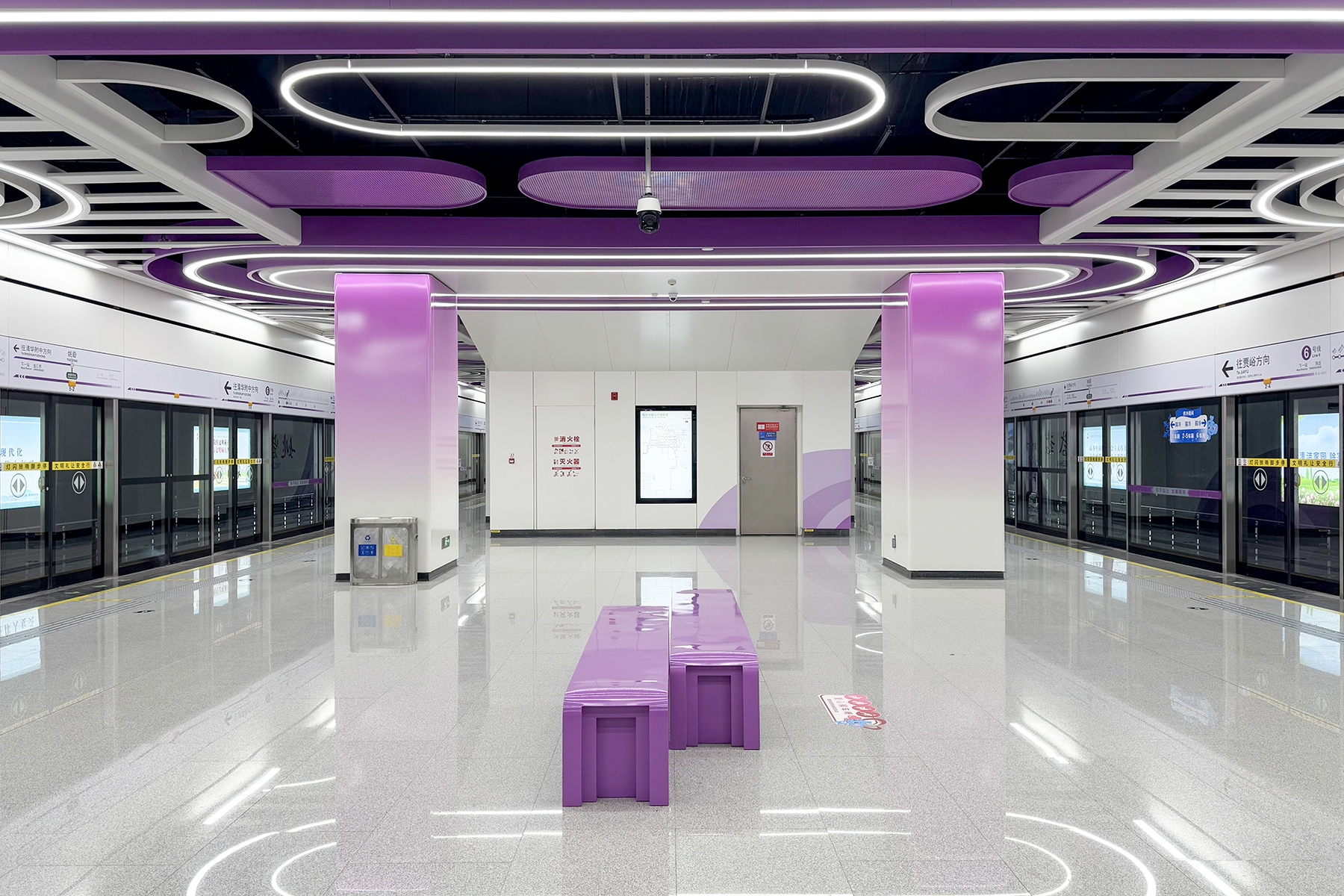
6号线站台
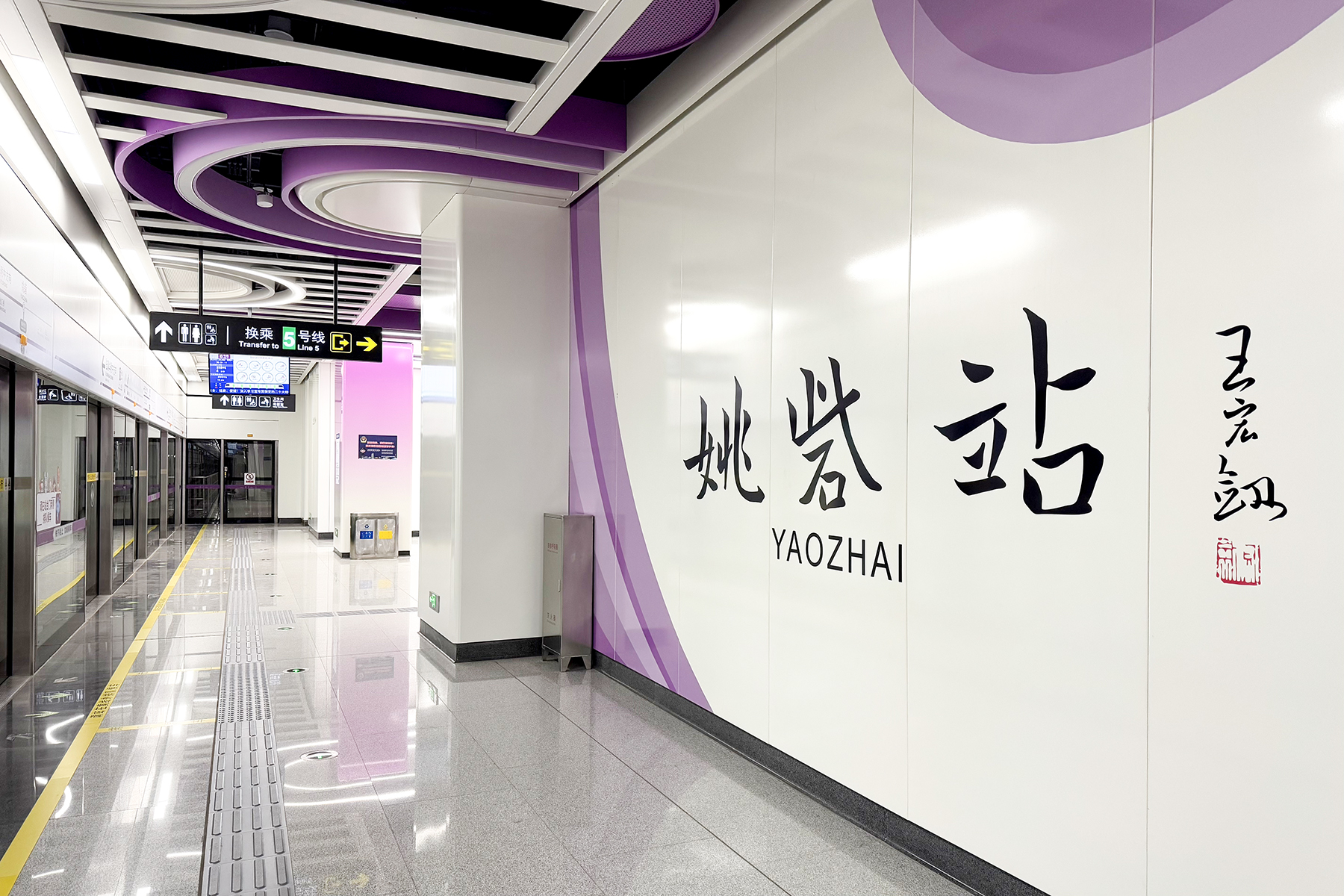
6号线站台和站名大字壁，由王宏剑题写

### 出入口
姚砦站设有A、B、C、D、E、F、G、H、I共9个出入口。B、C出入口连接地面与5号线西侧站厅的非付费区，分别位于立交桥以西的黄河路南侧和北侧。A、D出入口连接地面与5号线东侧站厅的非付费区，均位于立交桥南侧，其中A口在地面又分为A1口和A2口。E-I出入口连接地面与6号线站厅，其中E、I口位于未来路东侧，F、G口分别位于未来路与纬五路交叉口的西南角和西北角，H口位于未来路西侧广电网络大厦附近。该站A2口和E口暂未启用，各出入口信息参考下表。
| 黄河路未来路 | 黄河路未来路 | 黄河路未来路 | 黄河路未来路   | 黄河路未来路 |
| 编号         | 路线         | 路线         | 路线           | 备注         |
| ------------ | ------------ | ------------ | -------------- | ------------ |
| G63          | 八卦庙公交站 | ⇆            | 中州大道农业路 |              |

| 姚砦地铁站 | 姚砦地铁站   | 姚砦地铁站 | 姚砦地铁站 | 姚砦地铁站 |
| 编号       | 路线         | 路线       | 路线       | 备注       |
| ---------- | ------------ | ---------- | ---------- | ---------- |
| S331       | 宏光协和社区 | ⇆          | 姚砦地铁站 |            |

| 未来路纬五路 | 未来路纬五路     | 未来路纬五路 | 未来路纬五路   | 未来路纬五路 |
| 编号         | 路线             | 路线         | 路线           | 备注         |
| ------------ | ---------------- | ------------ | -------------- | ------------ |
| 206          | 会展中心         | ⇆            | 火车站南港湾   |              |
| G263         | 花园口公交站     | ⇆            | 郑州东站       |              |
| B1           | 电厂路公交站     | ⇆            | 中州大道农业路 |              |
| B18          | 文化路杲村公交站 | ⇆            | 民生东街正光路 |              |

## 车站装饰
5号线规划的18座换乘站在装修设计上分别以河南省的18个地级市的特色为主题，姚砦站为新乡特色站，5号线的两个站厅内都设有文化墙，以“新城新貌”为主题。西站厅的文化墙以电路板与城市剪影相结合，东站厅的文化墙画面则是电路板与高铁和山川的结合。

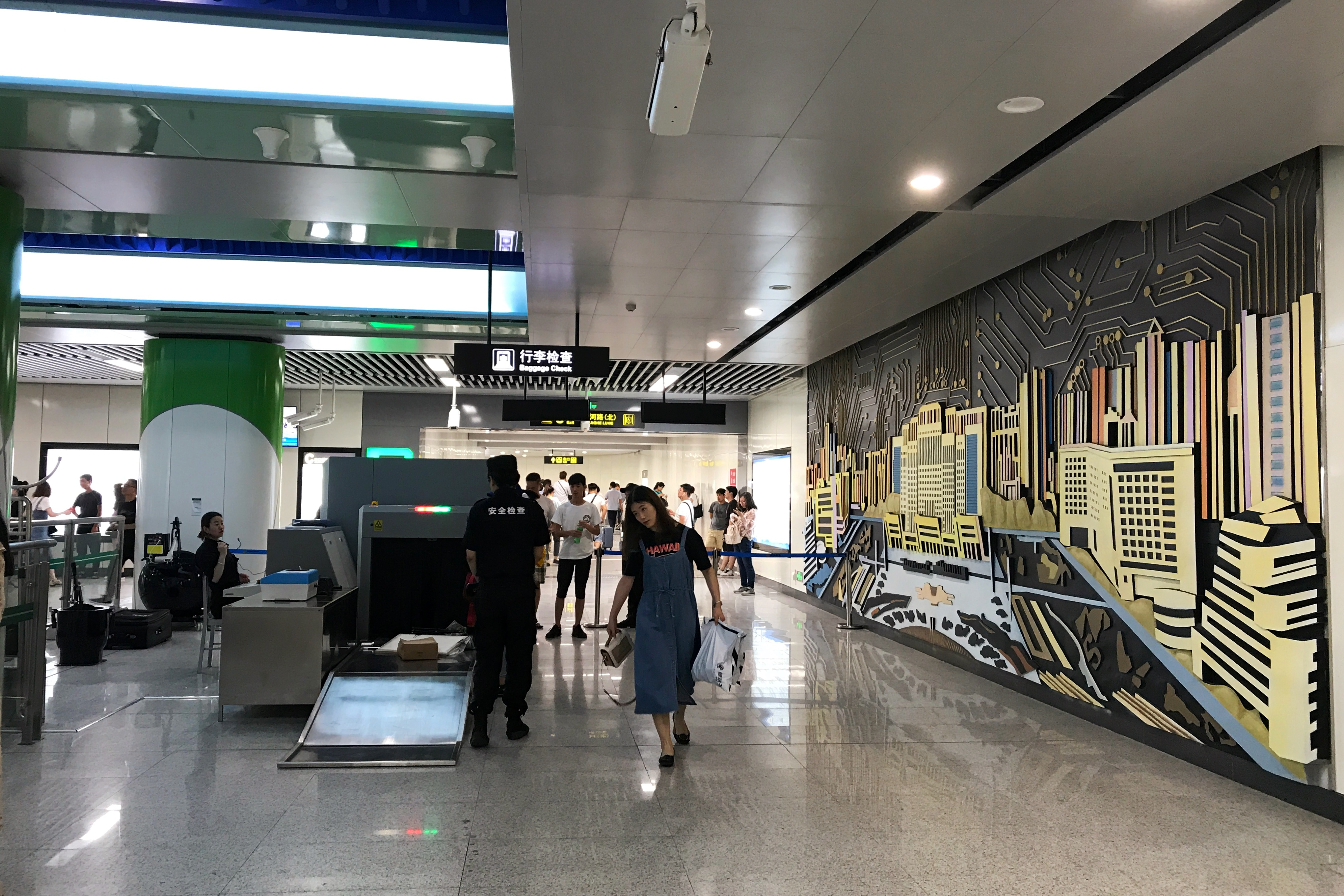
西站厅东侧安检区，可见站厅文化墙

## 历史
姚砦站于2015年动工兴建，施工站名为“未来北路站”，于2019年5月20日随郑州地铁5号线开通而启用。2024年11月30日，郑州地铁6号线一期东北段开通运营，姚砦站成为5号线和6号线的两座换乘站之一。

### 争议事件
2019年6月，在启用仅约一个月后，该站出入口外的标识由“姚砦站”更改为“姚砦·聂庄站”，但站内指示与车厢报站并未更改。此举引起一些市民与媒体对地铁站更名合理性与合法性的质疑。
2023年11月至2024年8月间，本站6号线车站施工时，发生了数十起挖断光缆的事故，导致周边地区有线电视和宽带业务频繁中断；8月30日内，288S主干光缆更连续受损两次，影响约7万用户。

## 周边主要地点
- 金成时代广场
- 锦江国际花园
- 未来花园